# Политическая этика
Политическая этика — один из разделов этики и проблема в политике.
В центре внимания политической этики находится проблема морали и власти.

## История
Платон и Аристотель уделяли политической этике большое внимание. Так, Платон утверждал, что только если граждане государства справедливы, то и само оно будет таким же. В противном случае государственная система подвержена разложению. Аристотель проводил зависимость между уровнем нравственности в обществе и тем политическим строем, который в нём установился. Кроме того, философ полагал, что настоящим гражданином может быть только тот, кто обладает добродетелью, то есть является честным, справедливым и действует на благо общего счастья.
В Новое время Никколо Макиавелли в своём знаменитом труде «Государь» указал на автономность политики от морали и этим заложил основу сильной традиции, получившей название «макиавеллизм».
Известный социолог XIX — начала XX столетия, Макс Вебер, выделил два вида политической этики. Во-первых, это «этика идеала». При таком мировоззрении высшую ценность обретает конечная цель политических действий, образ которой обусловлен той или иной идеологией. Другой вид этики — этика ответственности. В таком случае делается акцент на соблюдении правовых и иных норм в процессе политической активности, цель которой может быть отвергнута, если будет противоречить этим нормам.
Уже во второй четверти XX века многие демократические страны вышли на новый уровень развития, и ценности макиавеллизма перестали играть прежнюю роль. Ценность этики в политической сфере начала заметно возрастать, этичность поступков политиков высоко оценивалась обществом, способствовала повышению легитимности власти. В развитых странах начали приниматься различного рода Кодексы этики (например, в США в 1958 году и позднее), регламентировавшие деятельность как политиков, так и политических институтов в целом. Сегодня этические нормы неразрывно связаны с основными ценностями демократии, лежат в основе многих международных деклараций и законов различных стран.
Современные исследования в области политической этики испытали сильное влияние теории игр, поскольку концентрируются на проблеме справедливости. Например, большую известность получили работы американского философа Джона Ролза.
Кроме того, сегодня пользуется популярностью этическая теория Ю. Хабермаса, которая носит название «теории всеобщего согласия». Данный подход является одним из наиболее оптимальных для современной политической реальности. Его суть заключается в том, что стороны того или иного взаимодействия заранее устанавливают определённые правила и нормы, что приводит к выигрышному положению всех сторон, интересы которых учитываются непосредственно до начала решения какой-либо проблемы.

## Определение
По мнению К. С. Гаджиева, «политическая этика — это нормативная основа политической деятельности, затрагивающая такие основополагающие проблемы, как справедливое социальное устройство общества и государства, взаимные права и обязанности руководителей и граждан, фундаментальные права человека и гражданина, разумное соотношение свободы, равенства и справедливости и т. д.»

## Проблемы политической этики
Политическая этика исследует целый ряд различных вопросов в рамках политической сферы, в которых возникает этическая проблема выбора наиболее оптимального способа действий.

#### Соотношение политики и морали
Это одна из важнейших проблем данного раздела этики. Долгое время политика и мораль считались взаимоисключающими, господствовали идеи Макиавелли о том, что хороший государь в целях пользы государства может пойти против моральных ценностей. Однако сегодня существует множество подходов к оценке места морали в политической деятельности:
— мораль должна выступать единственным критерием политических действий. В рамках данного подхода моральные ценности квалифицируются как основа политики, неразрывно должны быть связаны с ней, и любые политические действия и процессы оцениваются с точки зрения моральных норм;
— мораль как основной ориентир при выборе политической стратегии. Данный подход представляется менее категоричным, чем предыдущий, и нередко применяется в решении острых, конфликтных вопросов, когда наиболее верным решением будет именно то, которое соответствует нормам морали;
— выработка специфической политической морали. Также не последнее место занимает решение проблемы соотношения политики и морали, заключающееся в выработке «морального кодекса политика» как совокупности профессиональных норм, основанных на специфической «профессиональной морали», которая должна функционировать только в политической сфере в профессиональной среде;
— разделение политики и морали. В этом, уже ставшем классическим, решении вопроса принимается положение о том, что политике и мораль — несовместимые категории, и представляется необходимым признать их параллельное существование.

#### Профессиональная этика в политике
Одной из насущных проблем является также внедрение этических норм в деятельность государственных органов, чиновничьего аппарата, бюрократии. С развитием рыночных отношений, усложнением государственных структур, государственные органы всё сильнее расходятся с обществом, а бюрократия всё меньше сообразуется с общечеловеческими ценностями. Поэтому одной из проблем политической этики сегодня является внедрение моральных норм в структуру функционирования государственного аппарата, его возможная дебюрократизация при необходимости и возможности.

## Тенденции развития политической этики
В современном мире существует ряд направлений развития политической этики и как науки, и как совокупности практических принципов.

#### Проблемы политической этики как науки
В рамках политической этики как научной дисциплины сформировалось два основных подхода к её изучению: сторонники первого склонны отказываться от представления этой дисциплины как единого комплекса знаний в пользу изучения её как совокупности различных взглядов и теорий. Однако в рамках этого подхода возникает проблема разработки неких базовых положений и норм, которые бы позволяли систематизировать всё разнообразие этических учений. В рамках второго подхода предлагается, напротив, систематизировать накопленные соответствующими теориями знания, выбрать из них наиболее подходящие и правильные и разработать единую теоретическую базу политической этики.
Наблюдается также разногласие и в определении того, что является предметом политической этики. Так, ряд учёных включают в поле исследований политические мотивы и цели акторов, политическую активность институты, тогда как другие говорят непосредственно о ценностях политики, а также об институтах и составных частях политики, её структуре.

#### Этика и цифровизация
Ценность этических поступков возрастает сегодня ещё и потому, что этический выбор всё более остро встаёт перед современным человеком. Автоматизация производства, компьютеризация многих процессов, предоставляют людям широкий спектр всевозможных решений, одни из которых соотносятся с нормами морали, а другие — нет. Внедрение этических механизмов в компьютерные процессы представляется невозможным, поэтому именно на человека ложится вся ответственность нравственного выбора в условиях расширенных возможностей.

#### Трансформация отношений личность-государство
На протяжении длительного периода в истории человечества политическая элита представлялась как закрытая группа, принимавшая решения без обсуждения с широкими народными массами. Это привело к формированию дихотомии «личность-государство», при которой конфронтация преобладает над кооперацией. Однако в рамках современного направления развития всё более необходимой становится демократическая делиберация, активное участие человека в политике. Это делает необходимым создание новых норм, которые бы связывали государство и граждан, заменяли бы ценность борьбы сотрудничеством, а также ставит проблему формирования нового человека в политике, который обладает критическим мышлением, способен воспринимать и осознавать те или иные нормы, самостоятельно принимать решения.

#### Новая этика политика
С происходящими в обществе изменениями меняются и черты государственной службы, характер деятельности политиков. Значительное усложнение структуры общества, дифференциация норм и правил приводят к существованию множества трактовок «этичного» и противоположного ему. В современной политике государственная служба потеряла прежние ценности служения стране, несения долга, во многом стала исключительно одним из социальных лифтов. Поэтому важнейшей областью разработок современной социальной этики является именно формирование новой профессиональной политической этики, выявление новых моральных норм, выделение ценностей, подходящих для современности.